# Salmonelă
Salmonella este un gen de bacterie patogenă intestinală care cauzează unele boli infecțioase (febră tifoidă, paratifos, intoxicații alimentare etc.). Salmonella este cauza celor mai răspândite toxiinfecții alimentare, contaminând omul prin ingestia de mâncare sau de apă infectată.
Există mai multe tipuri ale acestei bacterii: Salmonella Typhimurium și Salmonella Typhi.